# Ampelisca bouvieri
Ampelisca bouvieri är en kräftdjursart. Ampelisca bouvieri ingår i släktet Ampelisca och familjen Ampeliscidae. Inga underarter finns listade i Catalogue of Life.